# Smonka!
Smonka!  fue un concurso de humor emitido en el canal Paramount Comedy del 2005 al 2007, creado y presentado por Ernesto Sevilla, Joaquín Reyes y Julián López. El programa se basaba en las interacciones humorísticas entre los presentadores,  preguntas sobre cultura popular, y castigos a los perdedores.

## Origen y concepto
Tras el éxito en Paramount Comedy del programa de culto La hora chanante, la cadena solicitó a sus creadores hacer otro programa más apto para el gran público. Ernesto Sevilla  sugirió hacer un concurso, donde lo más importante sería el humor, más que los conocimientos de los concursantes. 
Los personajes de Ernesto Sevilla (El presentador) y Joaquín Reyes (Onofre, el azafato) surgieron como parodias de los roles habituales de los programas de preguntas y respuestas. En Smonka! el presentador es grosero e insulta a los concursantes, y el azafato es un anciano excéntrico. Los personajes se crearon para ser el anti-presentador y el anti-azafato. Más tarde Julián López tomaría mayor protagonismo con su personaje (El primo).
El estilo de humor era el absurdo y surrealista propio de sus creadores, con un fuerte componente de improvisación: “Era un programa donde lo improvisábamos todo” explicaba Ernesto Sevilla “Lo único que estaba escrito eran las preguntas, el resto era todo improvisación.” 

## Influencias
Una referencia directa para Smonka! fue Plastic un concurso de televisión española de finales de los 80 donde lo importante no era el premio y los concursantes sufrían bromas y castigos. 
En ambos el decorado del programa estaba ambientado en un garaje, tomando como referencia el programa de MTV Wayne's World.
La cabecera del programa y las cortinillas de las secciones usaban animación pixel art de baja resolución, con la estética retro de los videojuegos y la música de los años 80, en la línea del vídeo de  Junior Senior Move Your Feet.
La prueba de la patata caliente era una referencia al popular programa El Grand Prix del verano.

## Recepción
Al igual que La hora chanante, la otra creación de sus creadores para Paramout Comedy; Smonka! es considerado un programa de culto. El periodista Pepe Colubi lo considera “una joya”, y destaca del programa el humor de las interacciones entre los actores.

## Formato y secciones
El concurso está organizado en tres pruebas. Las dos primeras son siempre las siguientes:
- Cultura basura. Los concursantes deben acertar unas preguntas triviales. El perdedor (o perdedores) de esta prueba, recibe un tartazo de Julián López a modo de castigo.

Antes del comienzo de la segunda prueba, suele haber una conversación surrealista entre El Primo y Ernesto Sevilla. A veces El Primo canta alguna de las extrañas canciones que él mismo compone.
- El test tontuno. En esta prueba se formulan preguntas a los concursantes, con la particularidad de que pueden elegir la respuesta de entre cuatro opciones de las cuales una suele ser un chiste. El perdedor o perdedores de esta prueba sufrirán la "humillación" de tener que llevar un cucurucho de papel en la cabeza con la palabra "Tontaco/a" o bien una media de rejilla, junto con una pinza en la nariz llamada la "pinza mortífera".

La tercera y última prueba no es siempre la misma, aunque generalmente suele ser una de las siguientes:
- La Patata Caliente: Esta prueba consiste en adivinar un número (generalmente una fecha, el metraje de una película, etc.) mientras se va hinchando un globo. El concursante al que le explote pierde la prueba ganando los otros dos concursantes tres puntos. Esta prueba está copiada de El Gran Prix del verano, como reconoce el propio Ernesto Sevilla.

- Las películas: Ésta prueba trata de representar una película a través de la mímica, para que el presentador acierte de cual se trata.

- Adivina la tonada: Ésta se basa en adivinar una sintonía, que puede ser de una película, una serie de TV, etc. que tararea Julián López.

- Los dibujicos de las narices: En esta prueba, los concursantes tienen que dibujar un concepto, que puede ser una película, un grupo musical, o un actor y que también tiene que adivinar Ernesto Sevilla.

- Plano secuencia: Onofre y Julián representan un fragmento de una película a su manera, que el concursante tiene que averiguar.
- Los flanes locos: Los concursantes deben comerse el mayor número de flanes posible en un corto periodo de tiempo.

Como último castigo el perdedor/es tendrá que meterse en la boca un polvorón y cantar una canción infantil, exceptuando la patata caliente en la que el castigo es ver la repetición de la cara de susto que pone el concursante al que le explota el globo.
Cuando hay empate a cero en la última prueba, se lanza un dado con dibujos que representan los atriles de los concursantes, y el que sale se lleva un punto.
Tras realizar estas pruebas se pasa al recuento final. El ganador del concurso tiene, aparentemente, la opción de elegir entre una gran cantidad de dinero que va aumentando (una moneda diferente cada vez) y un disco muy poco apetecible (un disco de Concha Velasco en inglés, por ejemplo) o inexistente (el último disco que grabó Amaral antes de la muerte del tío del gorro, que no ha ocurrido y que luego se descubre que era un sueño); o bien un regalo sorpresa. En realidad, las exageradas sumas de dinero ofrecidas no existen, por lo que el ganador siempre opta por la sorpresa. Ésta suele ser un aparato electrónico, por lo general un iPod, un reproductor de MP3, un DVD portátil, una PlayStation 2, etc. Cuando el premio es un iPod, Ernesto y Onofre dicen que se puede escuchar música, ver fotos, ver vídeos o metérselo por el culo a alguien (generalmente a un famoso, a un animal o a sí mismo). También es frecuente el gag en el que o bien Onofre o bien Ernesto enumera erróneamente la reproducción de vídeos como una prestación del iPod, siendo fuertemente reprendido por tal equivocación. En algunas ocasiones se produce un empate y Onofre ofrece a los concursantes dos cajas para que elijan: una de ellas contiene el regalo y la otra una caca de broma.
A modo de despedida, Ernesto Sevilla ofrece un consejo al público en tono irónico (pegar a los mayores, reírse de las desgracias ajenas, automedicarse...). Finalmente, los perdedores deben cantar una canción de karaoke (aunque al final acaba cantando quien quiere o quien quiere Ernesto).

## Bromas recurrentes en Smonka!
Smonka! es un programa plagado de bromas recurrentes, es decir, bromas o chistes que se repiten en una serie de forma habitual y que son siempre iguales o similares (un ejemplo es el "gag del sofá de Los Simpson). Las bromas recurrentes más características de Smonka son las siguientes:
- Nada más comenzar el programa, Julian presenta a Ernesto diciendo: "Con todos ustedes Ernesto Sevilla, el único presentador que es capaz de..." y añade una habilidad de Ernesto un tanto extraña (por ejemplo, levitar).

- Después de dar la bienvenida a programa, Ernesto dice dedicar el programa a cierto grupo de personas (por ejemplo los "pintores hiperrealistas") diciendo después que son todos unos "hijos de puta".

- Cuando Ernesto llama a los concursantes a plató, les presenta diciendo: "Recibamos a los tres idiotas de hoy, son tan idiotas que..." y prueba la idiotez de los concursantes con un hecho inventado. (Por ejemplo "Son tan tontos que si les silbas en una oreja, te atacan ferozmente).

- El disco del premio: Cuando Ernesto anuncia el disco poco apetecible del premio (ver sección anterior), sigue esta estructura: ".. y el último disco que grabó (grupo o solista que no está muerto) antes de morir en un accidente de..." y a continuación explica el supuesto accidente. Onofre se queda extrañado y le dice que ese cantante no está muerto y que ese accidente nunca ocurrió, y Ernesto llega a la conclusión de que lo ha soñado todo (por ejemplo, la muerte del tío del gorro de Amaral).

- Los vídeos: Cuando el premio es un ipod mini, Ernesto dice que es "un maravilloso mp3 con el que podrás..." y entre él y Onofre pronuncian numerosas características del aparato. Finalmente Onofre dice "ver vídeos", a lo que le replican que "¡no se pueden ver vídeos!".

- El consejo: Justo antes del karaoke, Ernesto dirige un consejo a los telespectadores que es totalmente antiproductivo (por ejemplo, aconseja a la audiencia que para llegar alto en una empresa llames a tu jefe nombres como "vida" o "cariñin").

## Primera temporada
La primera temporada de Smonka se emitió del 17 de octubre a diciembre de 2005. Algunas de las pruebas del principio se abandonaron en las siguientes temporadas, como "El plano secuencia", y "Los flanes locos". También desapareció el castigo consistente en coger con la boca una manzana de un barreño. En los primeros episodios el papel de Juián López como El primo era menor y fue tomando mayor importancia con el tiempo. Se emitieron dos programas especiales, un especial de Navidad con Flipy, Xoel y Nacho Vigalondo como invitados, y un especial de reyes, con los presentadores disfrazados de los reyes magos.

## Segunda temporada y final de la primera etapa
La segunda temporada de Smonka se emitió desde febrero hasta julio de 2007. La cadena no había encargado más temporadas, por lo que se preparó un episodio especial como final del programa, emitido el 26 de diciembre de 2006, donde dos de los presentadores fueron los concursantes Joaquín Reyes y Julián López. Como invitados especiales participaron Ignatius Farray como concursante y Dani Mateo como azafato. El ganador fue Onofre. Al final se hizo una guerra de tartas.

## Tercera temporada
Finalmente la cadena encargó más episodios y la tercera temporada de Smonka! se emitió del 8 de octubre al 28 de diciembre de 2007.
El primer episodio de la tercera temporada tuvo como invitados especiales a Kira Miró, Javier Coronas y Pilar Rubio.  
Aunque se mantuvo la sintonía, la cabecera se modificó ligeramente, para mostrar a los tres presentadores en la animación.  
El programa se mantuvo en antena hasta diciembre de 2007 que se emitió el último episodio. Tras la salida de Joaquín Reyes, Ernesto Sevilla y el resto del equipo de Paramount Comedy, para fichar por TVE para hacer Muchachada Nui en 2007, en octubre de 2008 Paramount Comedy utilizó algunos elementos del Smonka! original para hacer otro programa, con un nombre similar y un equipo diferente.